# Turanena hemmeni
Turanena hemmeni is een slakkensoort uit de familie van de Enidae. De wetenschappelijke naam van de soort is voor het eerst geldig gepubliceerd in 1990 door Bank & Butot.